# Operationeel Controle Centrum Rail

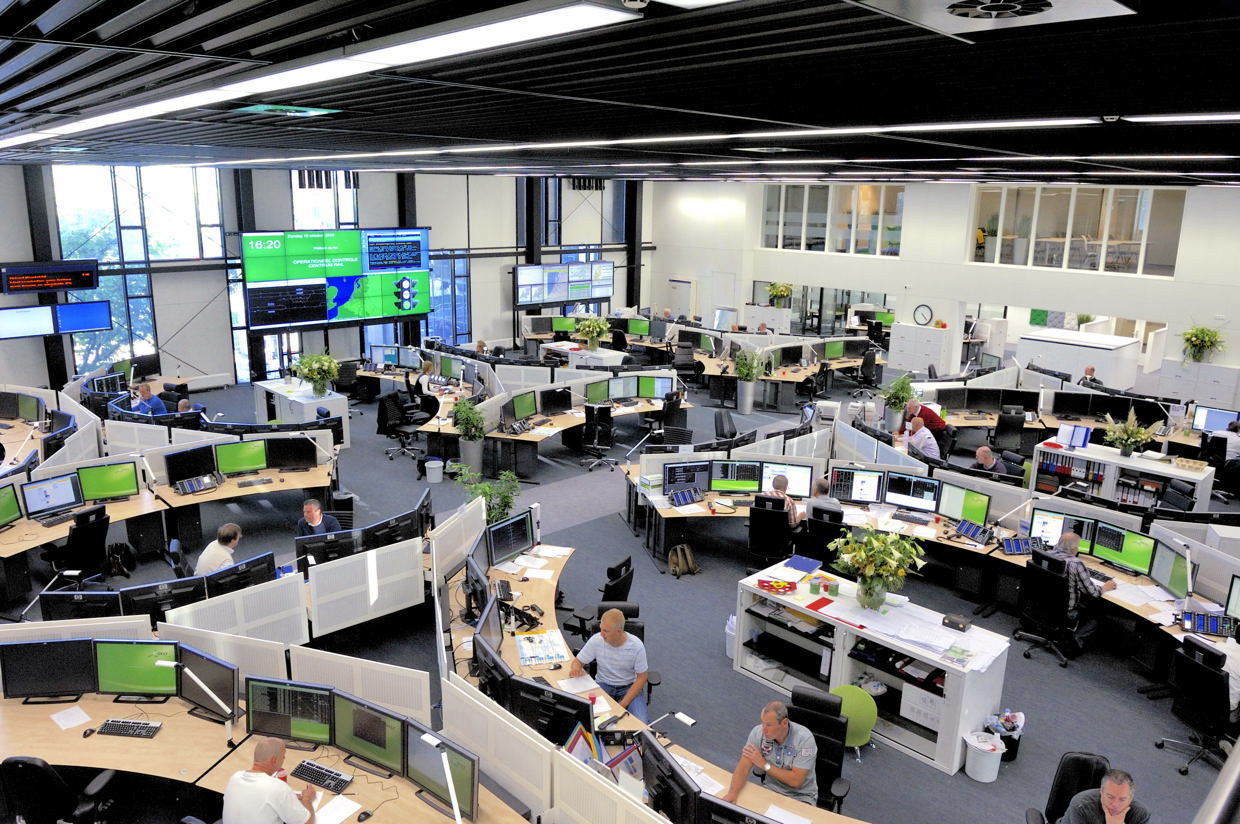
Het OCCR in Utrecht

Het Operationeel Controle Centrum Rail (OCCR) is het landelijke controlecentrum voor het Nederlandse spoorwegnet.
In het OCCR werken meer dan 300 medewerkers van onder andere ProRail, NS, NS Onderhoud & Service, DB Cargo, Strukton, VolkerRail en BAM Rail. Het is 24 uur per dag, 7 dagen per week in bedrijf om de afhandeling van incidenten en calamiteiten in het spoorverkeer te coördineren. Ook regionale vervoerders zoals Arriva werken hier aan mee, evenals een aantal spoorgoederenvervoerders. De meeste van deze bedrijven zijn fysiek vertegenwoordigd, een aantal alleen bij crisissituaties.
Het OCCR werd op 8 oktober 2010 officieel geopend door Gerd Leers, destijds voorzitter van het Landelijk Overleg Consumentenbelangen Openbaar Vervoer (LOCOV). Het is gevestigd aan de Admiraal Helfrichlaan in Utrecht. Voor de huisvesting van het centrum is bewust gekozen voor een ligging buiten de onmiddellijke nabijheid van station Utrecht Centraal zodat een eventuele ontruiming van het station geen gevolgen heeft voor het functioneren van het OCCR.
De inrichting van het OCCR heeft 16 miljoen euro gekost. Deelnemende partijen betalen 17.000 euro per werkplek per jaar.

## Verwijzingen
1. ↑  Coördinatie van treinverkeer. Prorail. Geraadpleegd op 10 oktober 2018. “Als een kapotte trein een baanvak verspert, de bliksem in de bovenleiding slaat of een defecte wissel roet in het eten gooit, kunnen we niet meer volgens de dienstregeling rijden. Op dat moment komt de landelijke verkeersleiding van ProRail in actie, die de treinenloop zo snel mogelijk weer herstelt.”
2. ↑  Rail-commandocentrum in gebruik genomen (youtube-kanaal). RTV Utrecht. Geraadpleegd op 17 augustus 2021. “Met het nieuwe centrum moeten storingen sneller worden opgelost. Het Operationeel Controle Centrum Rail (OCCR) is zeven dagen in de week 24 uur per dag bemand. Er komen driehonderd mensen te werken.”
3. ↑  OCCR officieel geopend. NS nieuws (8 oktober 2010). Geraadpleegd op 10 oktober 2018. “LOCOV-voorzitter Gerd Leers heeft vanochtend het Operationeel Controle Centrum Rail (OCCR) geopend.”
4. ↑  Spoorsector neemt zenuwcentrum in gebruik. Treinreiziger (4 oktober 2018). Geraadpleegd op 10 oktober 2018.
5. ↑  Wegwijzer OCCR[dode link] (pdf) 8. OCCR (16 mei 2011). Geraadpleegd op 19 april 2020. “Verstoring van de continuïteit bij het uitvoeren van één van haar kerntaken is daarom niet acceptabel en kan mogelijk leiden tot imagoschade. Voor de gehele OCCR-locatie geldt daarom een hoge beschikbaarheid. De locatie ligt net buiten het afzetgebied van het stationsgebied van Utrecht.”